# Faculté des sciences et de génie de l'Université Laval

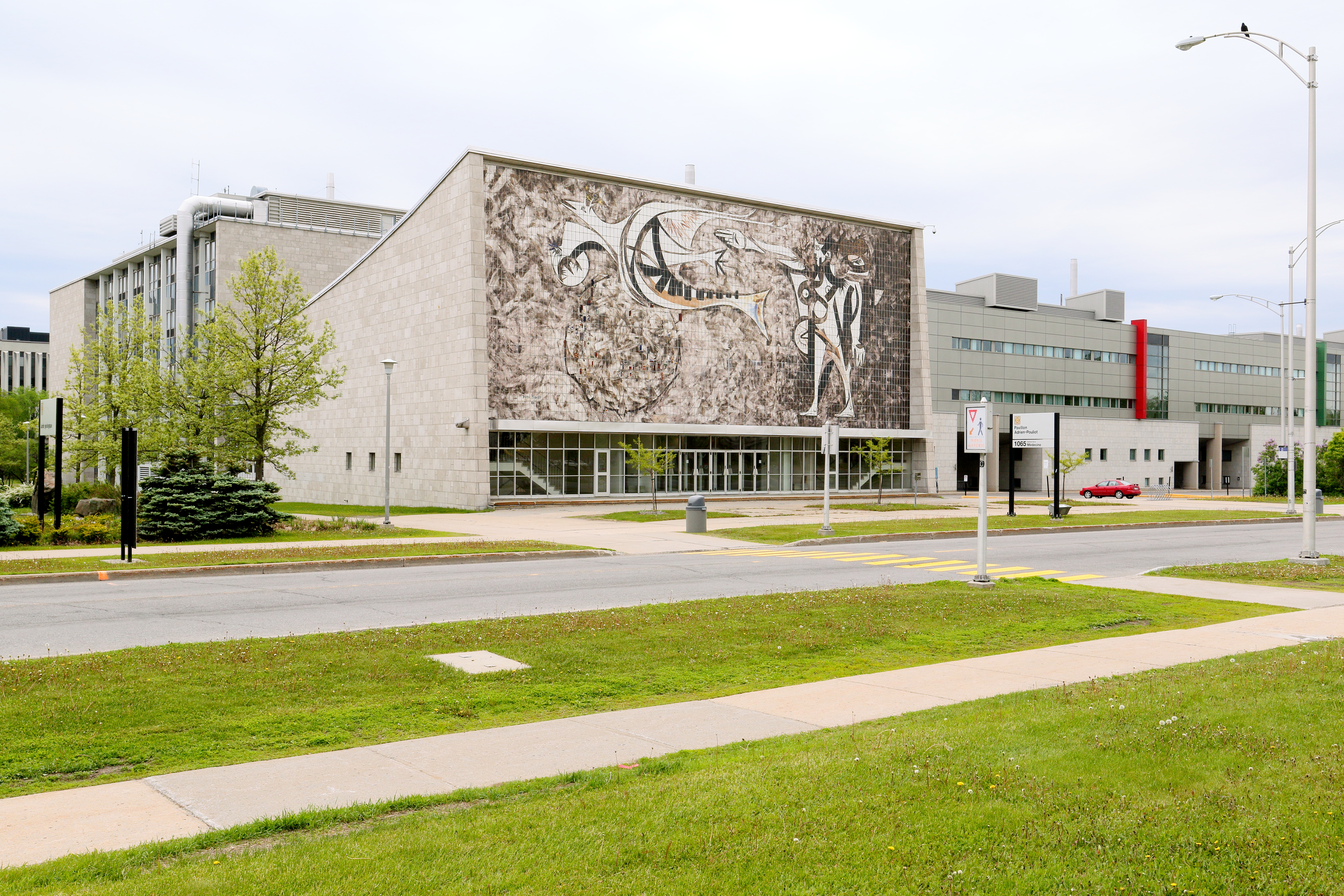
Le pavillon Adrien-Pouliot où se trouvent le génie, la géologie et l'informatique

La Faculté des sciences et de génie est l’une des 17 facultés de l’Université Laval, située à Québec.

## Description
La Faculté des sciences et de génie de l’Université Laval comprend 13 départements :
- Actuariat
- Biochimie, microbiologie et bio-informatique
- Biologie
- Chimie
- Génie chimique
- Génie civil et génie des eaux
- Génie des mines, de la métallurgie et des matériaux
- Génie électrique et génie informatique
- Génie mécanique
- Géologie et génie géologique
- Informatique et génie logiciel
- Mathématiques et statistique
- Physique, génie physique et optique

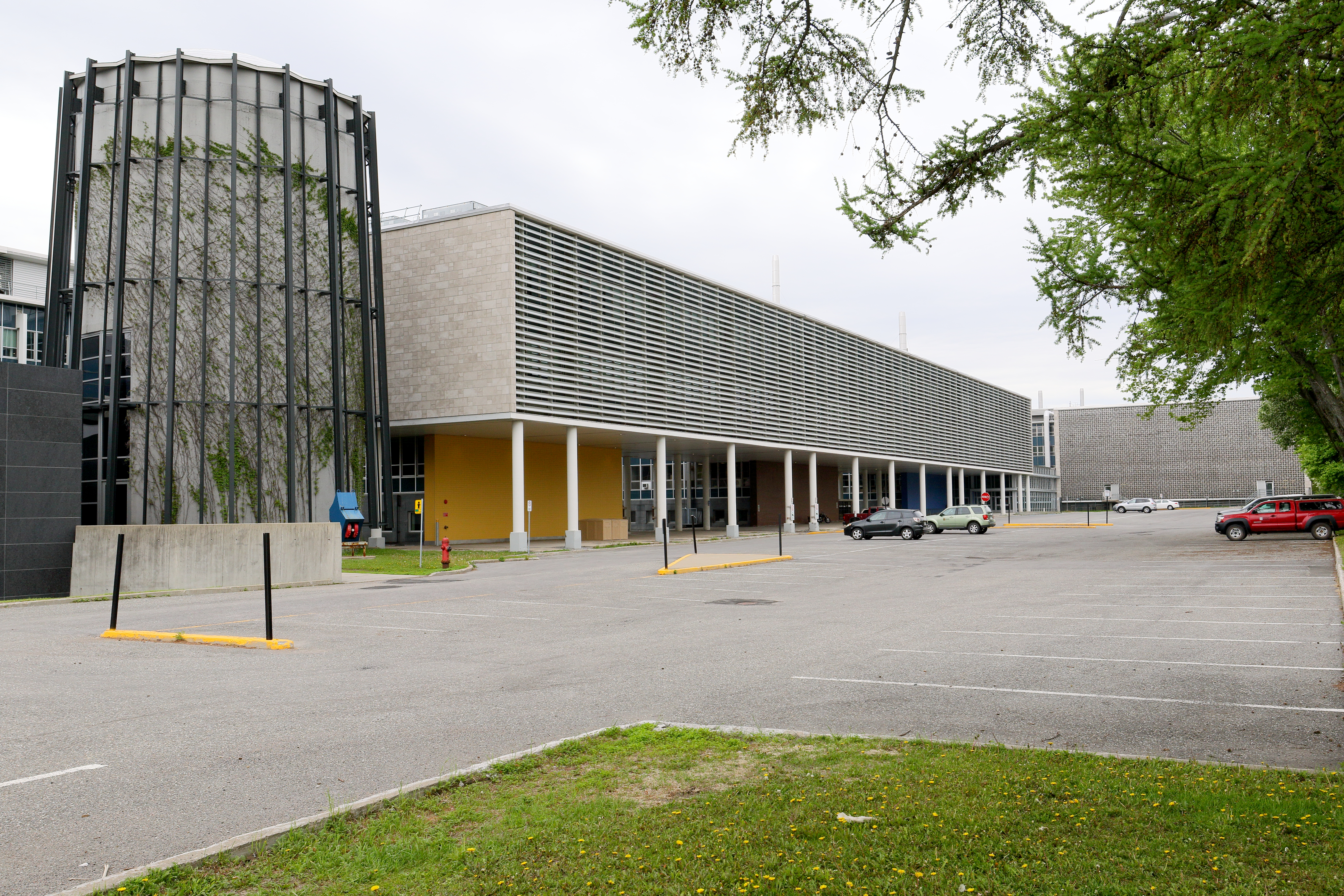
Le pavillon Alexandre-Vachon où se trouvent les sciences fondamentales

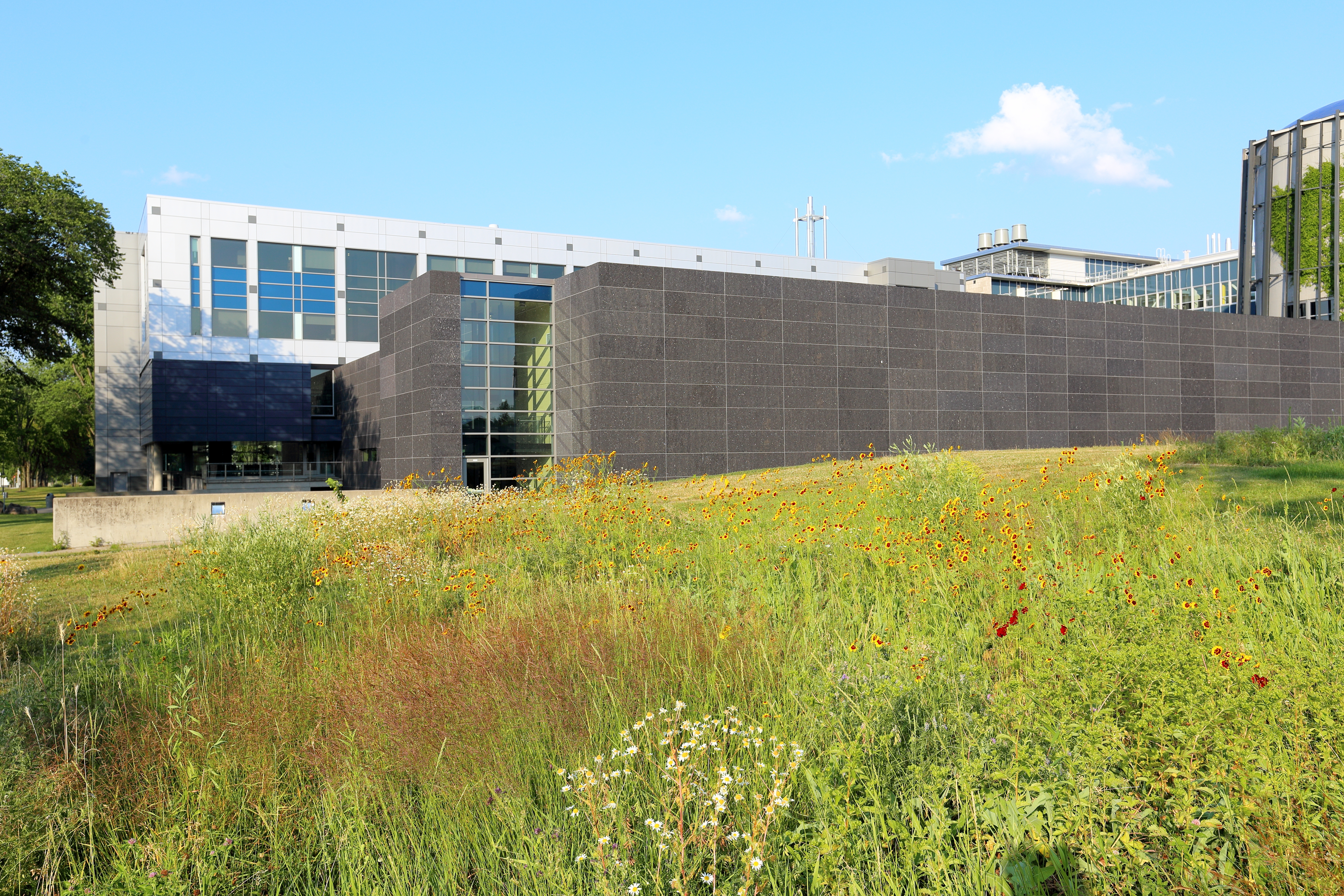
Le pavillon d'optique photonique laser adjacent au pavillon Alexandre-Vachon

La recherche se centralise autour de 12 pôles d’excellence : les données et l’intelligence artificielle, les écosystèmes nordiques, l’eau et l’environnement, l’énergie et le développement durable, l’optique, la photonique et le laser, les procédés et la productique, les ressources naturelles, la robotique et l’environnement intelligent, la santé et les sciences biomédicales, la science des matériaux, les sciences fondamentales et les systèmes biologiques.

## Historique
À l’Université Laval, les disciplines scientifiques sont présentes dès la création de l’École d’arpentage en 1907 avec les sciences naturelles et les mathématiques. Toutefois, dès la fin du XIXe siècle, la petite université possédait déjà de l’équipement de laboratoire et se prêtait à des expériences techniques.
La genèse de la Faculté des sciences et de génie débute cependant avec la création de l’École supérieure de chimie en 1920, rattachée à l’époque à la Faculté des arts. Bien qu’il s’agisse d’une école de chimie, on y enseigne accessoirement aussi d’autres disciplines scientifiques comme la minéralogie, la géologie, la botanique, la physiologie, la bactériologie et les mathématiques.  Parallèlement à ces activités, la Station biologique de Trois-Pistoles est fondée en 1931 conjointement par l’Université Laval et la Société Provancher. Cette station sera active jusqu’en 1940.

Ces développements conduisent naturellement à la création, en 1937, de la Faculté des sciences à laquelle sera rattachée l’École supérieure de chimie.  Y seront rattachés également pour un certain temps l’Institut de biologie, l’École d’arpentage et de génie forestier et l’École d’agriculture de Sainte-Anne-de-la-Pocatière. Dans la nouvelle faculté, six départements sont reconnus : chimie, biologie, mathématiques, géologie et minéralogie, mines et métallurgie ainsi que physique. L’École des mines est créée en 1941. Ce n’est qu’en 1974 qu’apparait le nom de Faculté des sciences et de génie.

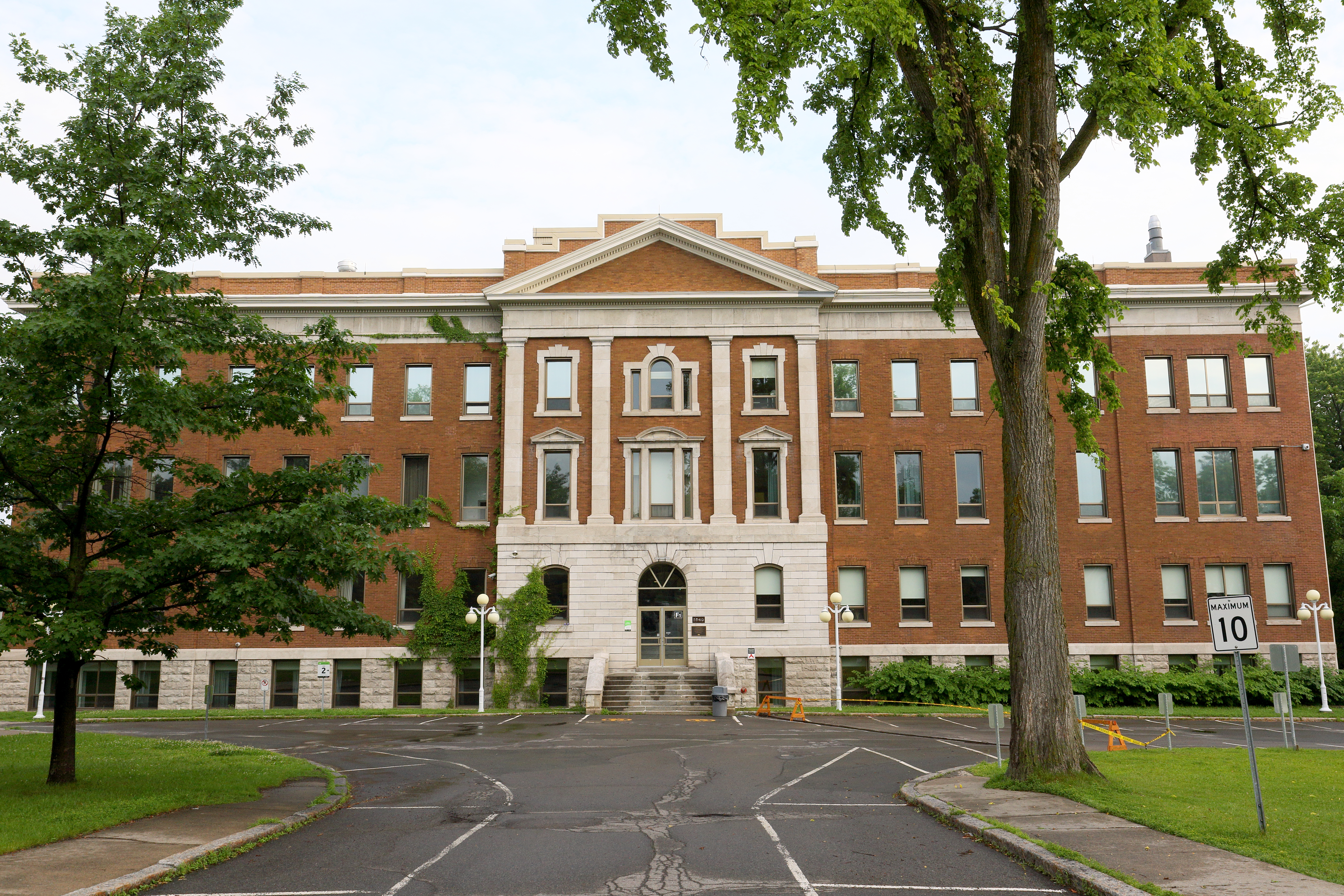
Le pavillon Jacques-Marquette du Cégep Garneau a été construit par l'Université Laval pour héberger l'École supérieure de Chimie.
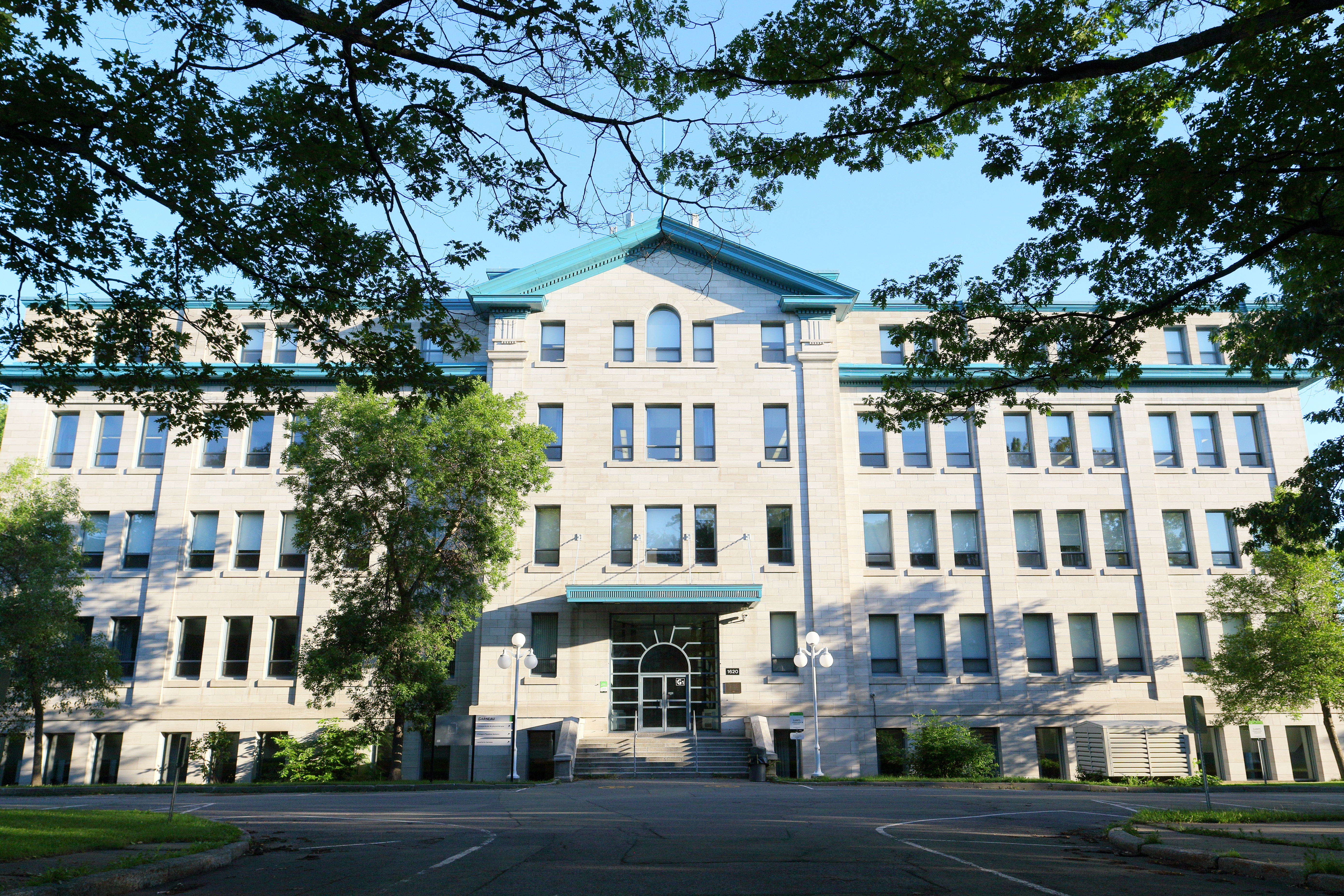
Le pavillon Irma-Levasseur du Cégep Garneau a été construit par l'Université Laval pour héberger l'École des Mines.